# Santo Zanin
Santo Zanin (São Paulo, 15 de junho de 1943) é um ex-futebolista brasileiro que atuava como zagueiro-central.

## Carreira
Santo começou no infantil do Palmeiras em 1959, onde foi campeão invicto, assim como no juvenil, sendo revelado nas categorias de base do Verdão na época da Academia de Futebol.
Em 1963, foi emprestado para o América de Rio Preto, onde disputaria a Segunda Divisão do Paulistão e conquistaria o acesso.
Também em 1963, foi convocado pela Seleção Brasileira para disputar os Jogos Pan-Americanos, sagrando-se medalhista de ouro. No torneio, ele disputou duas partidas, contra Uruguai e EUA.
Ainda em 1964, continuou emprestado ao América, agora na divisão principal do Paulista.
Retornou ao Palmeiras, onde atuou no total em 25 partidas, somando 18 vitórias, quatro empates e três derrotas, e não marcou nenhum gol.
Em 1966, foi cedido à Prudentina, em troca do lateral Luís Carlos e do apoiador Suinge.
Em 1967, se transferiu para a Portuguesa Santista.
Atuou ainda pela Catanduvense, onde sofreu uma grave lesão no ligamento cruzado do joelho que abreviou sua carreira.

## Títulos
Seleção Brasileira
- Jogos Pan-Americanos: 1963[3]

América-SP
- Campeonato Paulista - Série A2: 1963[4]

Palmeiras
- Torneio Rio-São Paulo: 1965